# 존 스티븐스 헨슬로

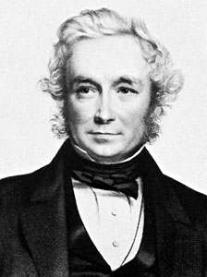
존 스티븐스 헨슬로

존 스티븐스 헨슬로(John Stevens Henslow, 1796년 2월 6일 ~ 1861년 3월 16일)는 영국의 식물학자, 지질학자이다.

## 개요
헨슬로는 로체스터에서 사무 변호사 존 프렌티스 헨슬로의 아들로 태어났다. 할아버지 존 헨슬로 경은 나폴레옹 전쟁 시대에 조선 회사를 운영였다. 옥스퍼드 대학 세인트 존스 칼리지에서 교육을 받았고 아담 세지윅이 우드웨디언 지질학 교수가 된 1818년에 졸업했다. 1823년 해리엇 제닌즈와 결혼했다. 그들의 딸 프란 해리엇은 조셉 달튼 후커와 결혼했다. 아들 조지 헨슬로 (1835-1925)는 나중에 런던 왕립 원예 협회에서 식물학 교수를 지냈다.

## 생애
헨슬로는 어려서부터 박물학에 대한 열정을 갖고 있는데, 그것은 인생에 큰 영향을 주었다. 1819년 아담 세지윅의 와이트에 대한 조사 여행에 동행했다. 그곳은 그가 처음 지질학 강의를 받은 장소이기도 했다. 또한 제임스 커밍 교수 밑에서 화학을, 에드워드 클라크 교수의 근원 지질학을 배웠다. 1819년 가을에 맨섬의 지질에 대한 중요한 발견을 했다. 1820년과 1821년 앵글 섬의 지질 조사를 실시했다. 그 보고서는 세지윅과 헨슬로에 의해 설립된 〈케임브리지 과학협회〉에서 출판되었다.
헨슬로는 아주 열심히 광물학을 배웠기 때문에 1822년 에드워드 클라크가 죽자 케임브리지 대학 광물학 교수로 임명되었다. 2년 후, 성직자로 서품을 받았다. 그의 관심은 광물학보다 식물을 향했다. 이를 위해 1825년 식물학 교수를 겸임하고 1827년 광물학 교수를 흔쾌히 사임했다. 그는 교실에서 강의도 현장 지도자로서도 대단히 성공했다. 존 제임스 오듀본과 편지를 주고 받았으며, 오듀본은 헨슬로를 기념하여 그가 발견한 새의 이름을 헨슬로 참새라고 명명했다.
1831년에 대학에 식물원을 개설했다. 헨슬로는 찰스 다윈을 박물학자의 길로 인도하고 과학적 탐구 방법을 가르치고, 친구가 되었다. 두 사람은 자주 대학 식물원을 나란히 산책한 것으로 학생들 사이에서 유명 해졌다.
로버트 피츠로이가 이끄는 비글호에 승선할 박물학자를 찾고 있을 때, 처음에는 아내의 동생 레너드 제닌즈를 추천했지만, 제닌즈가 참가할 수 없게 되자 자신이 승선하려고 생각했다. 그러나 그의 아내가 임신하자 대신 다윈을 소개했다. 헨슬로는 비글호를 타고 여행하고 있는 선상의 다윈을 격려하고 그가 보내오는 자료와 편지를 영국 과학계에 소개했다. 다윈이 귀국하면 그의 방대한 자료 중 식물과 광물의 분류를 약속했지만, 성직자로서 맡은 일이 있었기 때문에 거의 협력하지 못했다.